# 大田区立高畑小学校
大田区立高畑小学校（おおたくりつ たかはたしょうがっこう）は、東京都大田区西六郷3丁目にある区立小学校である。

## 沿革
- 1953年（昭和28年）
  - 5月4日 - 西六郷小学校の児童が多くなり、高畑中学校の跡地に高畑小学校の開校が決まる。
  - 9月1日 - 開校式が行われ、校章が設定される。
- 1954年（昭和29年）6月 - 給食が始まる。
- 1957年（昭和32年） - 校旗が設定される。
- 1961年（昭和36年） - 校歌が作られる。
- 1965年（昭和40年） - 体育館が完成する。
- 1968年（昭和43年） - プールが完成し、落成披露会が行われる。
- 1982年（昭和57年） - 第二校庭とつり橋が設置される。プール場と体育館が移転される。
- 1983年（昭和58年） - 『つり橋公園』が完成し、除幕式が行われる
- 2001年（平成13年） - 調べ物図書室が完成し、図書室が、絵本、調べ物、読み物の3つになる。

## 校地と校舎
| 場所   | 面積（m²） | 場所       | 面積（m²） |
| ------ | ---------- | ---------- | ---------- |
| 敷地   | 12516      | 体育館     | 842        |
| 運動場 | 5800       | プール     | 25×8       |
| 校舎   | 6013       | つり橋など | 700        |

## 進学先中学校
- 大田区立六郷中学校

## 交通
- 京急本線六郷土手駅より徒歩8分
- 東急バス高畑小学校バス停より徒歩1分（蒲田駅より15分）